# Domloup
Domloup est une commune française située dans le département d'Ille-et-Vilaine en région Bretagne, peuplée de 3 839 habitants.

## Géographie

### Situation

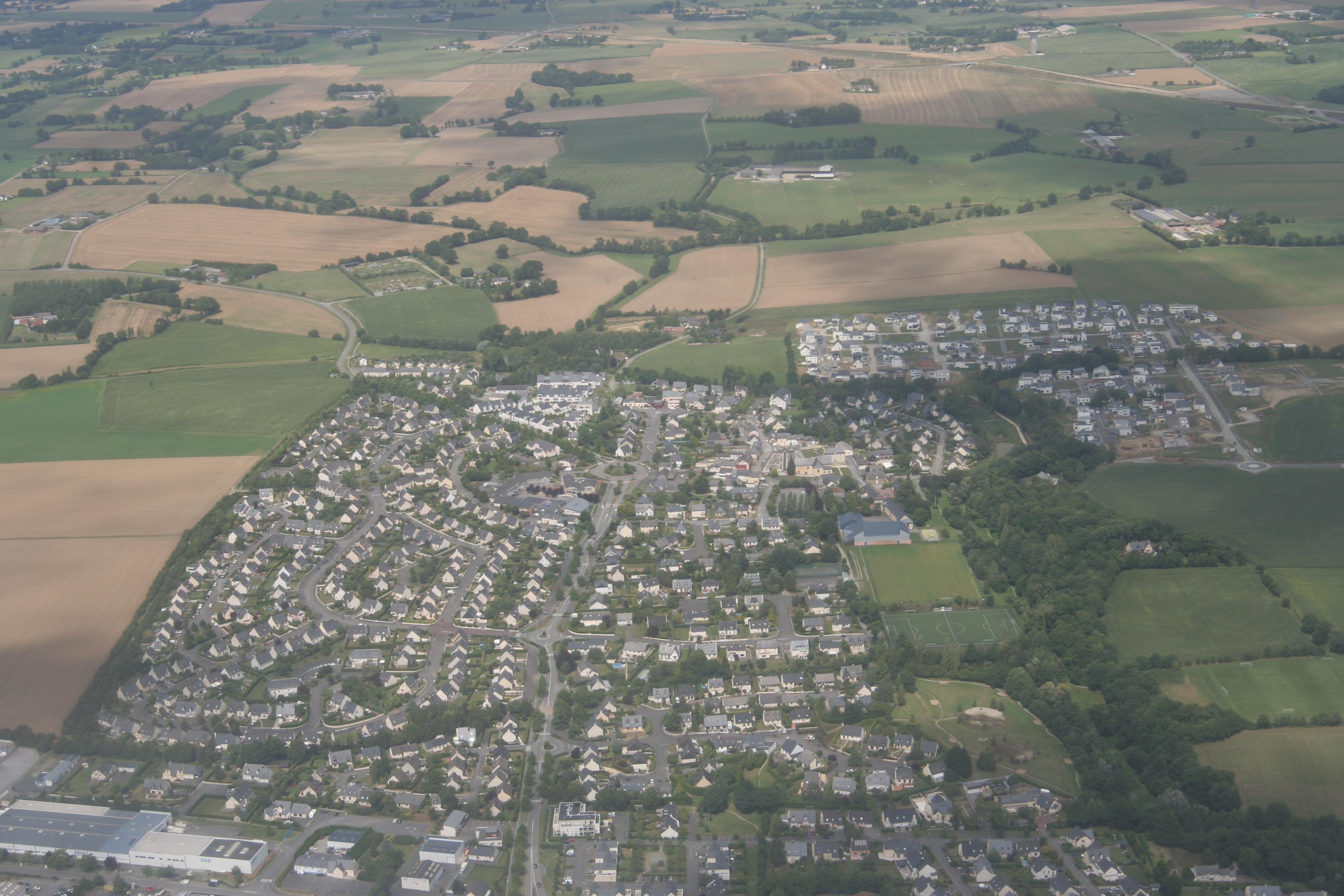
Vue aérienne de la ville.

Domloup se situe dans le Pays de Rennes, au sud-est de la capitale bretonne, à quelques kilomètres de l'entrée du noyau urbain. Elle est bordée par la deuxième ceinture de Rennes, portions sud et est (D 34 et D92).
En distance orthodromique, Domloup est situé à 300 km de Paris. Rennes se situe à 12,9 km.

### Hydrographie
Pour un article plus général, voir Réseau hydrographique d'Ille-et-Vilaine.
La commune est située dans le bassin Loire-Bretagne. Elle est drainée par l'Yaigne, le Blosne, la Font Saint Loup,,.
L'Yaigne est une rivière qui prend sa source à Cornillé, en Ille-et-Vilaine, traverse la commune de Domloup et se jette dans la Seiche à Nouvoitou. Elle fait 27 km de longueur.
Le Blosne est une rivière qui prend sa source dans la commune de Domloup au Pré du But. Ce cours d'eau est en grande partie enterré sous la rocade sud de Rennes. Il donne son nom à un quartier du sud de Rennes. C'est un petit affluent de la Vilaine, juste en aval de Rennes. La longueur de son cours est de 13,3 km.
Le Rimon est le petit ruisseau qui contourne le bourg de la commune après avoir pris sa source au nord. Après avoir parcouru une vallée, il se jette dans l'Yaigne. La longueur de son cours fait 2,2 km. Il passe à proximité de la source de Saint-Loup.
Le ruisseau de la fontaine Saint-Loup se jette dans l'Yaigne à Nouvoitou. Il fait 1,8 km.

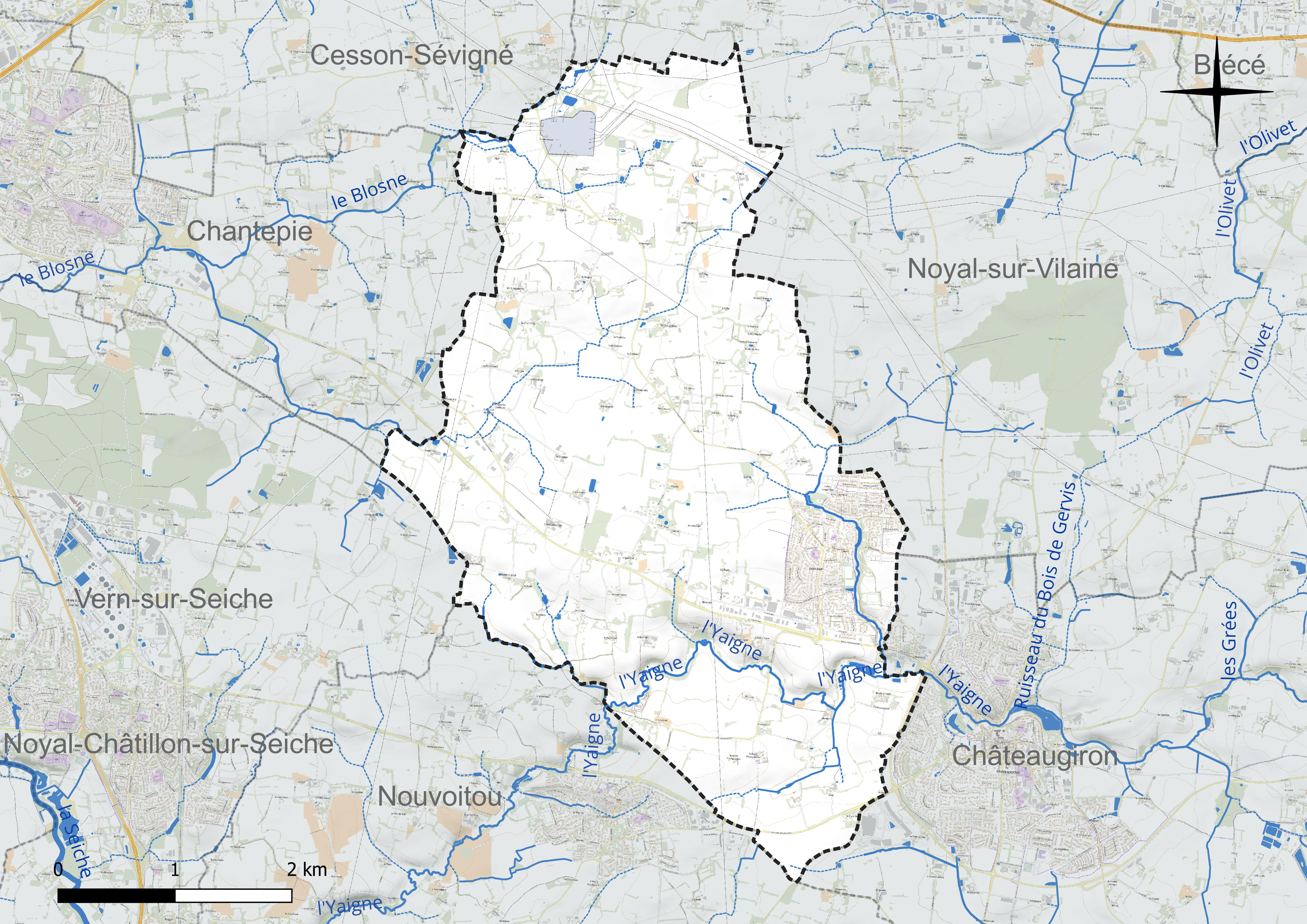
Réseau hydrographique de Domloup.

### Climat
Pour des articles plus généraux, voir Climat de la Bretagne et Climat d'Ille-et-Vilaine.
En 2010, le climat de la commune est de type climat océanique altéré, selon une étude du CNRS s'appuyant sur une série de données couvrant la période 1971-2000. En 2020, Météo-France publie une typologie des climats de la France métropolitaine dans laquelle la commune est exposée à un climat océanique et est dans la région climatique Bretagne orientale et méridionale, Pays nantais, Vendée, caractérisée par une faible pluviométrie en été et une bonne insolation. Parallèlement l'observatoire de l'environnement en Bretagne publie en 2020 un zonage climatique de la région Bretagne, s'appuyant sur des données de Météo-France de 2009. La commune est, selon ce zonage, dans la zone « Sud Est », avec des étés relativement chauds et ensoleillés.
Pour la période 1971-2000, la température annuelle moyenne est de 11,5 °C, avec une amplitude thermique annuelle de 13,2 °C. Le cumul annuel moyen de précipitations est de 753 mm, avec 12,5 jours de précipitations en janvier et 6,8 jours en juillet. Pour la période 1991-2020, la température moyenne annuelle observée sur la station météorologique la plus proche, située sur la commune de Saint-Jacques-de-la-Lande à 15 km à vol d'oiseau, est de 12,4 °C et le cumul annuel moyen de précipitations est de 691,0 mm,. Pour l'avenir, les paramètres climatiques de la commune estimés pour 2050 selon différents scénarios d'émission de gaz à effet de serre sont consultables sur un site dédié publié par Météo-France en novembre 2022.

### Espaces naturels
La vallée du Rimon est aménagée pour la promenade et les loisirs le long du Rimon. Dans cette vallée de cinq hectares où boisements forestiers alternent avec prairies humides et marais, les chemins creux mènent de sous-bois en promontoires.
La vallée comporte plusieurs mares propices à l'observation des amphibiens (crapauds, grenouilles, triton…).
La flore se compose de diverses essences d'arbres feuillus (chênes, châtaigniers, aulnes…) ainsi que d'une multitude de plantes (jacinthes des bois, anémones, digitales…).

## Urbanisme

### Typologie
Au 1er janvier 2024, Domloup est catégorisée petite ville, selon la nouvelle grille communale de densité à sept niveaux définie par l'Insee en 2022.
Elle appartient à l'unité urbaine de Châteaugiron, une agglomération intra-départementale regroupant deux communes, dont elle est une commune de la banlieue,,. Par ailleurs la commune fait partie de l'aire d'attraction de Rennes, dont elle est une commune de la couronne,. Cette aire, qui regroupe 183 communes, est catégorisée dans les aires de 700 000 habitants ou plus (hors Paris),.

### Occupation des sols
L'occupation des sols de la commune, telle qu'elle ressort de la base de données européenne d'occupation biophysique des sols Corine Land Cover (CLC), est marquée par l'importance des territoires agricoles (91,9 % en 2018), en diminution par rapport à 1990 (95,5 %). La répartition détaillée en 2018 est la suivante :
terres arables (54,8 %), zones agricoles hétérogènes (36 %), zones urbanisées (6,4 %), zones industrielles ou commerciales et réseaux de communication (1,7 %), prairies (1,1 %). L'évolution de l'occupation des sols de la commune et de ses infrastructures peut être observée sur les différentes représentations cartographiques du territoire : la carte de Cassini (XVIIIe siècle), la carte d'état-major (1820-1866) et les cartes ou photos aériennes de l'IGN pour la période actuelle (1950 à aujourd'hui).

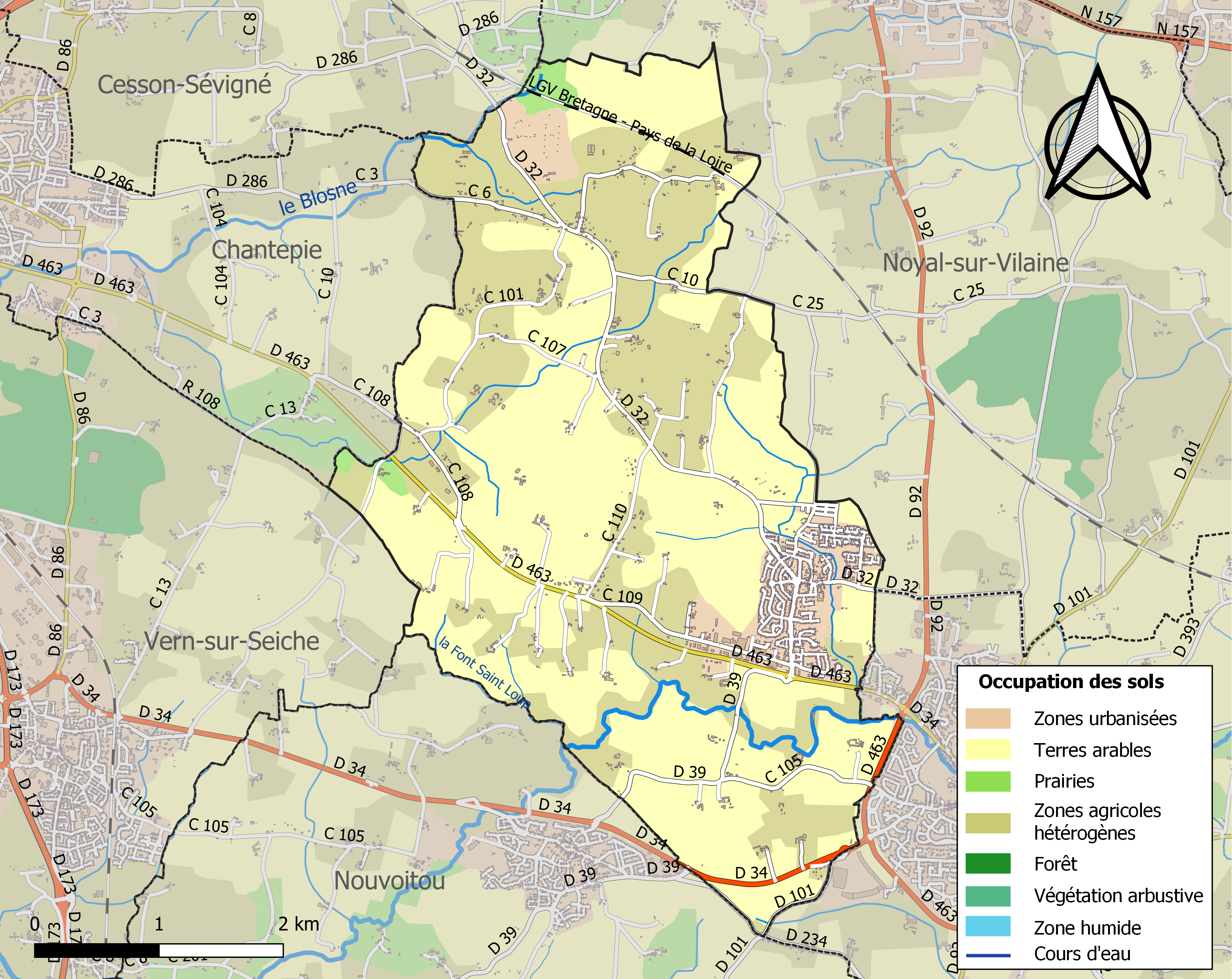
Carte des infrastructures et de l'occupation des sols de la commune en 2018 (CLC).

### Transports
- BreizhGo 3 Rennes - Châteaugiron - La Guerche-de-Bretagne.

## Toponymie
Le nom de la localité est attesté sous les formes Donlo en 1174 et Domlupo en 1184.
Le nom de la commune vient du bas latin domnus Lupus, soit saint Loup, évêque de Troyes au Ve siècle et patron de la paroisse. Au Moyen Âge, l'expression Domnus Lupus était équivalente à Sanctus Lupus. Le nom de la commune de Domloup est donc un hagiotoponyme caché.
La commune se nomme Danloû en gallo.
Le gentilé est Domloupéen.

## Histoire
Le bourg compte un recteur vers l'an 1180. À cette époque, Gaultier « Galterius de Dono Lupo Presbyter », figure comme témoin dans un acte passé à Châteaugiron en faveur des moines de Saint-Melaine. Les fragments les plus anciens de l'église sont romans et datent du XIe siècle.
Domloup relève jusqu'à la Révolution de la sénéchaussée de Rennes. À la Révolution, elle est rattachée en 1790 au canton de Châteaugiron. Les changements apportés par la Révolution française sont accueillis avec enthousiasme, du moins au début. Le culte de l'Être suprême est bien accueilli, et l'église paroissiale est transformée en temple de la Vertu et de la Raison.
Le 22 février 2002, Domloup reçoit des parcelles de Noyal-sur-Vilaine (36 ha, six habitants).
À la suite du décret du 28 septembre 2018, une partie de territoire de la commune de Domloup est rattachée à la commune de Nouvoitou.

## Population et société

### Démographie

#### Évolution démographique
L'évolution du nombre d'habitants est connue à travers les recensements de la population effectués dans la commune depuis 1793. Pour les communes de moins de 10 000 habitants, une enquête de recensement portant sur toute la population est réalisée tous les cinq ans, les populations de référence des années intermédiaires étant quant à elles estimées par interpolation ou extrapolation. Pour la commune, le premier recensement exhaustif entrant dans le cadre du nouveau dispositif a été réalisé en 2007.
En 2022, la commune comptait 3 839 habitants, en évolution de +14,46 % par rapport à 2016 (Ille-et-Vilaine : +5,46 %, France hors Mayotte : +2,11 %).
| 1793  | 1800 | 1806  | 1821  | 1831  | 1836  | 1841  | 1846  | 1851  |
| ----- | ---- | ----- | ----- | ----- | ----- | ----- | ----- | ----- |
| 1 199 | 810  | 1 207 | 1 170 | 1 058 | 1 064 | 1 068 | 1 066 | 1 075 |

| 1856  | 1861  | 1866  | 1872  | 1876  | 1881  | 1886 | 1891  | 1896 |
| ----- | ----- | ----- | ----- | ----- | ----- | ---- | ----- | ---- |
| 1 054 | 1 096 | 1 080 | 1 084 | 1 090 | 1 088 | 992  | 1 010 | 924  |

| 1901 | 1906 | 1911 | 1921 | 1926 | 1931 | 1936 | 1946 | 1954 |
| ---- | ---- | ---- | ---- | ---- | ---- | ---- | ---- | ---- |
| 906  | 910  | 888  | 753  | 776  | 732  | 719  | 716  | 757  |

| 1962 | 1968 | 1975 | 1982  | 1990  | 1999  | 2006  | 2007  | 2012  |
| ---- | ---- | ---- | ----- | ----- | ----- | ----- | ----- | ----- |
| 712  | 734  | 856  | 1 243 | 1 501 | 2 432 | 2 769 | 2 817 | 2 908 |

| 2017  | 2022  | - | - | - | - | - | - | - |
| ----- | ----- | - | - | - | - | - | - | - |
| 3 522 | 3 839 | - | - | - | - | - | - | - |

En 2010, il y a eu cinquante naissances pour des enfants domiciliés sur la commune. Il y a eu sept décès.

#### Les naissances, mariages, décès auXIXesiècle
Nombre de naissances, mariages, décès au XIXe siècle par décennies
| | 1803-1812 | 1813-1822 | 1823-1832 | 1833-1842 | 1843-1852 | 1853-1862 | 1863-1872 | 1873-1882 | 1883-1892 | 1893-1902 | Total |
| Total des naissances                                                                                     | 459       | 416       | 396       | 368       | 344       | 289       | 301       | 298       | 261       | 210       | 3352  |
| Total des mariages                                                                                       | 176       | 128       | 93        | 97        | 98        | 91        | 110       | 104       | 116       | 98        | 1111  |
| Total des décès                                                                                          | 361       | 279       | 305       | 283       | 270       | 257       | 225       | 224       | 176       | 192       | 2572  |
| --- | --------- | --------- | --------- | --------- | --------- | --------- | --------- | --------- | --------- | --------- | ----- |
| Sources des données : archives ille-et-vilaine - registres paroissiaux et état civil - tables décennales |           |           |           |           |           |           |           |           |           |           |       |

#### Pyramide des âges
La population de la commune est relativement jeune.
En 2018, le taux de personnes d'un âge inférieur à 30 ans s'élève à 41,2 %, soit au-dessus de la moyenne départementale (38,2 %). À l'inverse, le taux de personnes d'âge supérieur à 60 ans est de 13,3 % la même année, alors qu'il est de 23,3 % au niveau départemental.
En 2018, la commune comptait 1 829 hommes pour 1 776 femmes, soit un taux de 50,74 % d'hommes, légèrement supérieur au taux départemental (48,82 %).
Les pyramides des âges de la commune et du département s'établissent comme suit.
| Hommes | Classe d’âge | Femmes |
| ------ | ------------ | ------ |
| 0,3    | 90 ou +      | 0,2    |
| 3,1    | 75-89 ans    | 3,6    |
| 9,4    | 60-74 ans    | 10,3   |
| 22,0   | 45-59 ans    | 21,5   |
| 23,5   | 30-44 ans    | 23,9   |
| 18,3   | 15-29 ans    | 15,9   |
| 23,5   | 0-14 ans     | 24,7   |

| Hommes | Classe d’âge | Femmes |
| ------ | ------------ | ------ |
| 0,7    | 90 ou +      | 1,8    |
| 6,3    | 75-89 ans    | 8,7    |
| 14,5   | 60-74 ans    | 15,6   |
| 19,6   | 45-59 ans    | 18,8   |
| 19,5   | 30-44 ans    | 18,7   |
| 20,2   | 15-29 ans    | 19     |
| 19,1   | 0-14 ans     | 17,4   |

#### Structures de la population
|                                             | Ensemble | Hommes | Femmes |
| ------------------------------------------- | -------- | ------ | ------ |
| Population non scolarisée de 15 ans ou plus | 2 595    | 1 291  | 1 304  |
| Part des titulaires en %                    |          |        |        |
| - d'aucun diplôme                           | 10,1     | 8,9    | 11,3   |
| - du certificat d'études primaires          | 9,1      | 7,4    | 10,8   |
| - du BEPC, brevet des collèges              | 3        | 3      | 3      |
| - d'un CAP ou d'un BEP                      | 19,9     | 24,8   | 15,1   |
| - d'un baccalauréat                         | 19,1     | 17,5   | 20,7   |
| - d'un diplôme de niveau bac + 2            | 17,7     | 16,7   | 18,7   |
| - d'un diplôme de niveau bac + 3 ou bac + 4 | 14,4     | 11,2   | 17,6   |
| - d'un diplôme de niveau bac + 5 ou plus    | 15,8     | 18,0   | 13,6   |

Source : Insee, RP2021 exploitation principale, géographie au 01/01/2024
|                      | 2010 | 2015 | 2021 |
| -------------------- | ---- | ---- | ---- |
| Nombre de chômeurs   | 101  | 123  | 79   |
| Taux de chômage en % | 6,4  | 7,2  | 3,9  |

Sources : Insee, RP2010, RP2015 et RP2021, exploitations principales, géographie au 01/01/2024

### Cultes

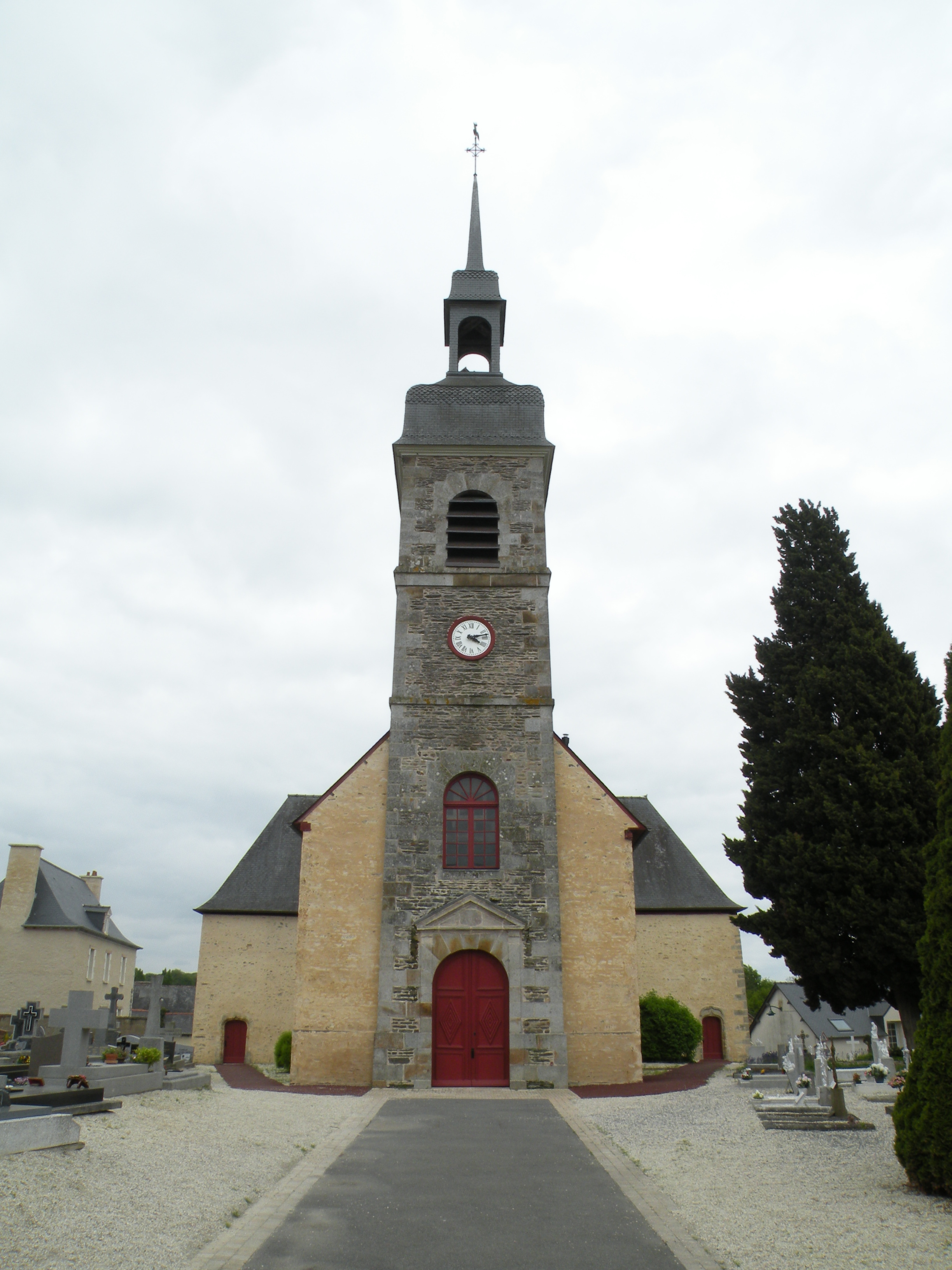
L'église Saint-Loup.

#### Culte catholique
La paroisse de Domloup n'existe plus en tant que paroisse. Elle a été rattachée à la paroisse de Saint-Luc en pays de Châteaugiron.
Cette paroisse est composée de six communautés :
- de Châteaugiron (communauté de Sainte-Marie-Madeleine) ;
- de Domloup (communauté de Saint-Loup) ;
- de Nouvoitou (communauté de Saint-Martin de Tours) ;
- d'Ossé (communauté de Saint-Sulpice) ;
- de Saint-Aubin-du-Pavail (communauté de Saint-Aubin) ;
- de Veneffles (communauté de Saint-Médard).

La paroisse de Saint-Luc en Châteaugiron est rattachée au doyenné de Cesson et fait partie du diocèse de Rennes, Dol et Saint-Malo.

##### Translation des reliques de saint Aurelius et de sainte Séverine
« La translation des reliques de saint Martin Aurelius et de sainte Séverine a été faite par nous soussignés au commencement de la Grand-messe le dimanche second après Pâques, neuvième jour d'avril 1758 et aussitôt placés aux deux coins du grand autel avec leurs châsses et procès-verbaux de leur authenticité y inclus les scellés des urnes de monseigneur Louis Gui? de Vaureal evèsque de Rennes en date du 4 d'avril de la même année, signé Lemoine de La Borderie officiel et vicaire général du diocèse. »

— registre d'état-civil de Domloup, page 5/18, 10 NUM 35099 183, Domloup année 1758, archives départementales d'Ille et Vilaine
Suit la signature de Barthoneuf, recteur de Domloup, et une autre signature illisible.

## Économie

### Énergie
Le poste de Domloup est construit au nord de la commune. Il est relié au poste de Menuel, et permet la distribution de l'énergie produite par la centrale nucléaire de Flamanville.

### Revenus de la population et fiscalité
En 2008, le revenu fiscal médian par ménage était de 20 489 €, ce qui place Domloup au 5 546e rang parmi les 31 604 communes répertoriées en France et au 35e rang départemental.
En 2009, 68,2 % des foyers fiscaux de la commune étaient imposables (935 pour 1 369 foyers fiscaux). Le revenu fiscal de référence moyen s'élevait à 28 010 €.
La moyenne départementale est de 23 280 €.
Les revenus déclarés étaient pour 75,3 % des revenus salariaux, pour 14,8 % des pensions, retraites ou rentes, pour 4,9 % pour des revenus des professions non salariées et pour 5 % pour autres revenus
.

### Emploi et population active
En 2008,il y avait 1 522 actifs (population de 15 à 64 ans) pour 81 chômeurs. Ce qui fait un taux de chômage de 5,3 % pour la commune et la place au 117e rang départemental (taux du département 8,3 %).

### Entreprises et commerces
Au 1er janvier 2010, 131 entreprises étaient dénombrées dans la commune (hors agriculture). La majorité d'entre elles (55 %) se situaient dans le secteur des commerces et services. La sphère productive (industrie et constructions) représentait 35,1 % de ces établissements. En 2000, dans le secteur agricole, les 45 exploitations de la commune utilisent une SAU de 1 175 hectares de terres agricoles (moyenne 26 hectares). En 1988, le secteur agricole représentait 82 exploitations pour une SAU de 1 451 hectares de terres agricoles (soit une diminution de 23 % des surfaces) (moyenne 18 hectares). Le fermage concerne 57 % des surfaces. C'est l'élevage bovin extensif qui domine l'activité agricole. En 1988, il y avait 829 vaches sur la commune ; en 2000, elles n'étaient plus que 512, soit une diminution de 38 %.

## Culture et patrimoine

### Monuments

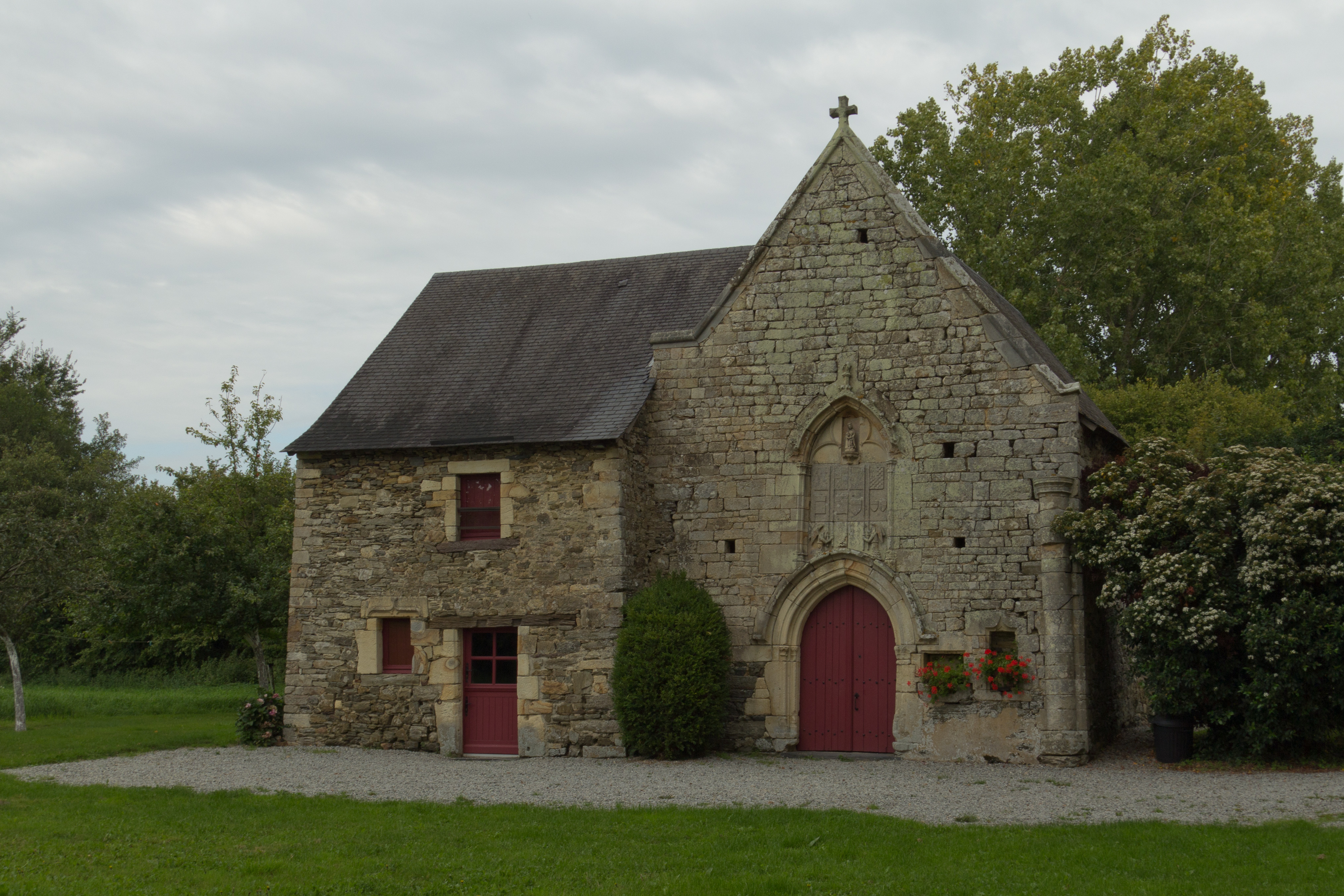
La chapelle Notre-Dame-de-la-Rivière.

La commune compte un monument historique :
- La chapelle Notre-Dame-de-la-Rivière, édifiée au XVe siècle par les seigneurs de Châteaugiron, a été inscrite par arrêté du 5 décembre 1973[45].

#### Monument aux morts
Le monument aux morts est réalisé en granit avec stèle à quatre pans. Il est décoré d'une croix et de motifs végétaux. Il porte les inscriptions suivantes : « DOMLOUP 1914-1918/1939-1945/J. Martin/A NOS MORTS ». Le sculpteur est Jules Blandeau, marbrier à Rennes. Il a été érigé en janvier 1922, près de l'église.

#### Inventaire historique de l'église et des chapelles de la paroisse de Domloup
Cet inventaire a été réalisé par l'abbé Amédée Guillotin de Corson. Il se trouve dans le pouillé de l'archevêché de Rennes paru en six volumes entre 1880 et 1886 (éditeur : Fougeray de Rennes).
La paroisse de Domloup figure dans le volume 4 (pages 531 à 535).
- Église Saint-Loup : saint Loup, patron de cette église, a donné son nom à la fontaine à quelques distances. L'édifice forme une simple croix, le bas de la nef présente au nord et au sud des baies étroites et évasées intérieurement qui témoignent que l'église primitive était de style roman et remontait par suite aux environs du XIe siècle. Le chœur est à chevet droit. Il est probable que cette partie de l'église date du XVe siècle. Quant aux chapelles, dédiées en 1774 à Notre-Dame et à sainte Anne, elles sont plus récentes et datent des XVIe-XVIIe siècles. La tour est moderne et fut construite en 1836 par l'entrepreneur Marchand de Châteaugiron. L'ancienne voûte en bois a été remplacée par une voûte en plâtre en 1874. En 1878, le chœur a été allongé et au sud fut construite la sacristie.

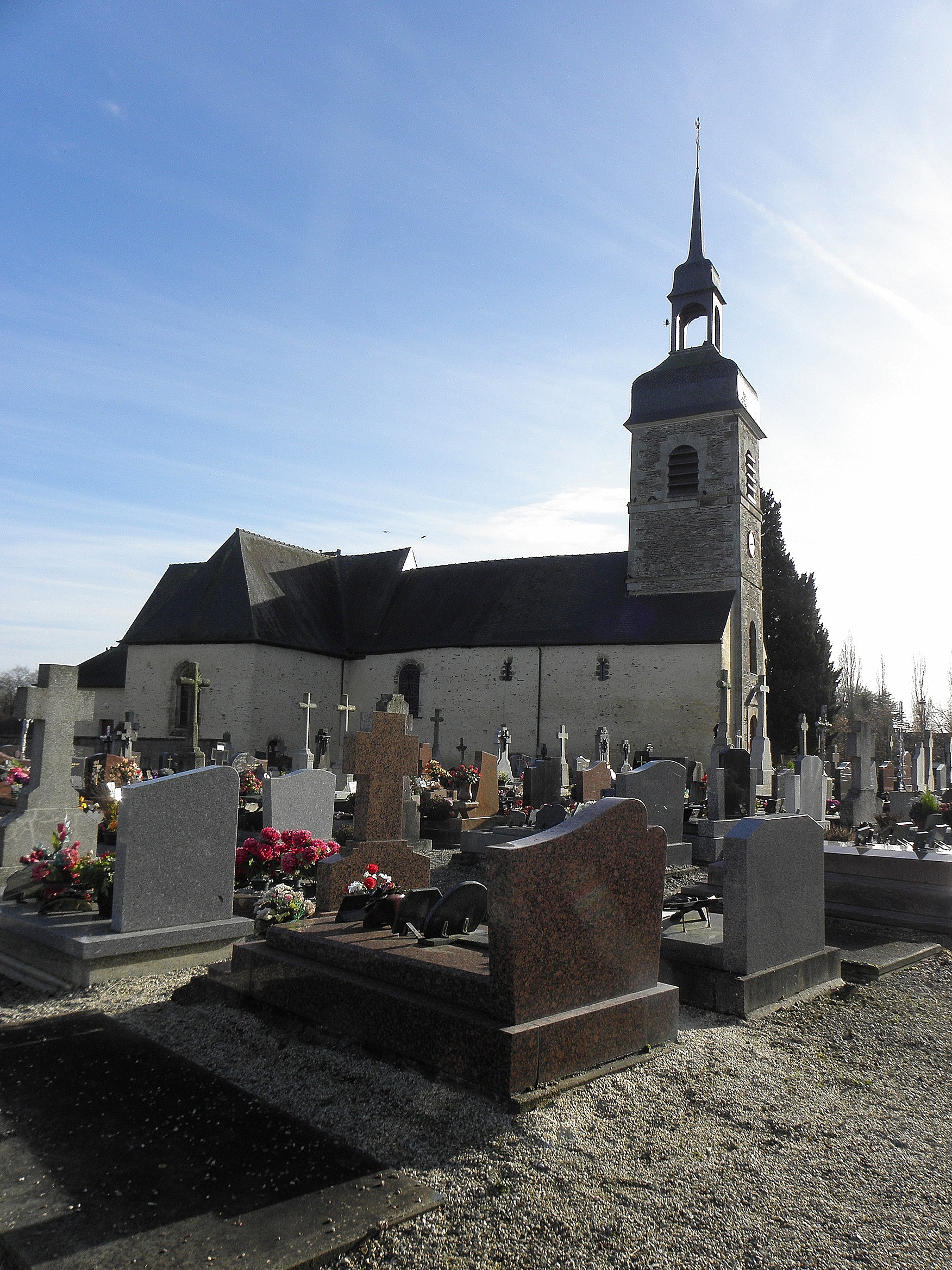
L'église Saint-Loup.
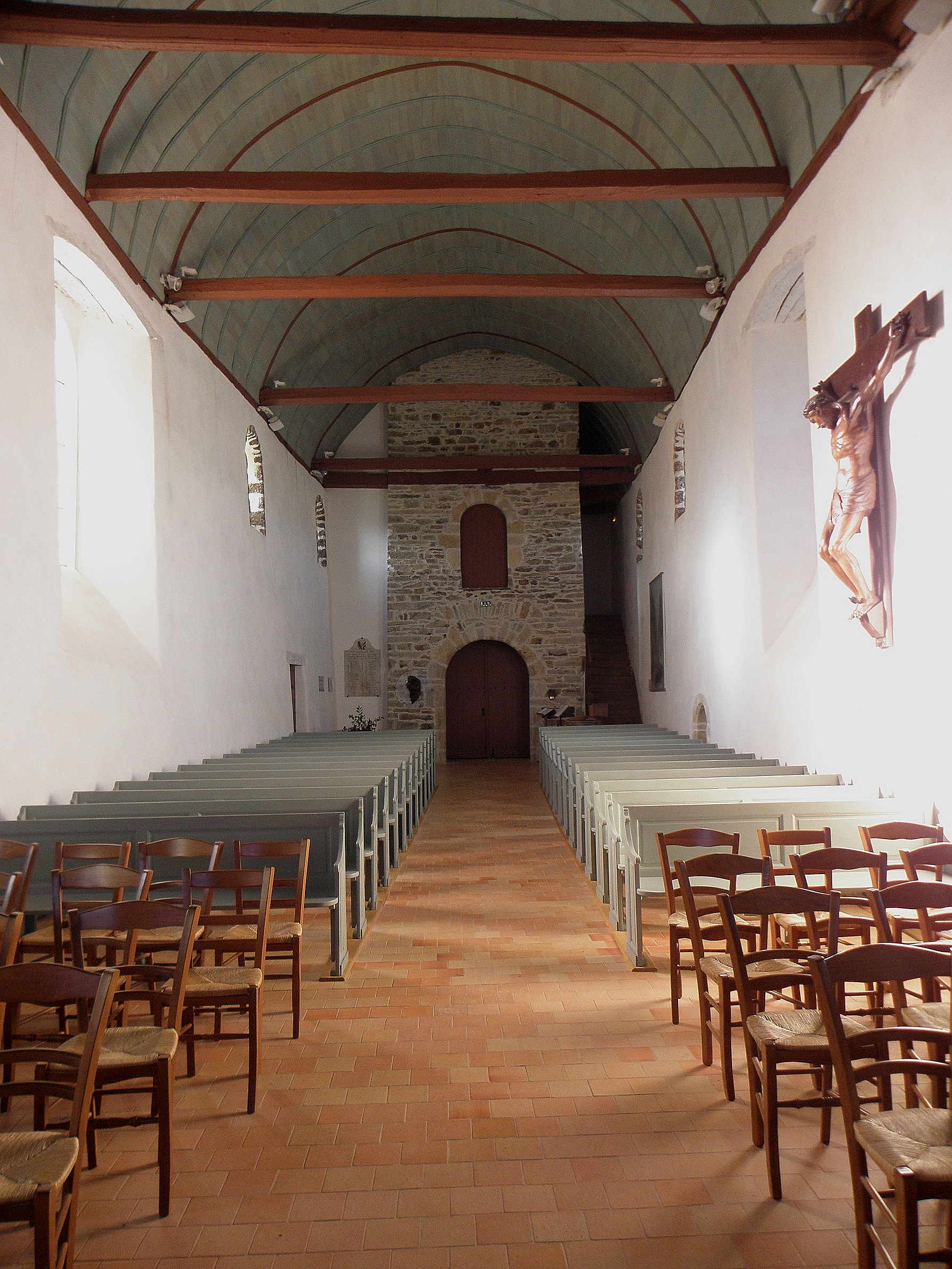
L'intérieur de l'église Saint-Loup.
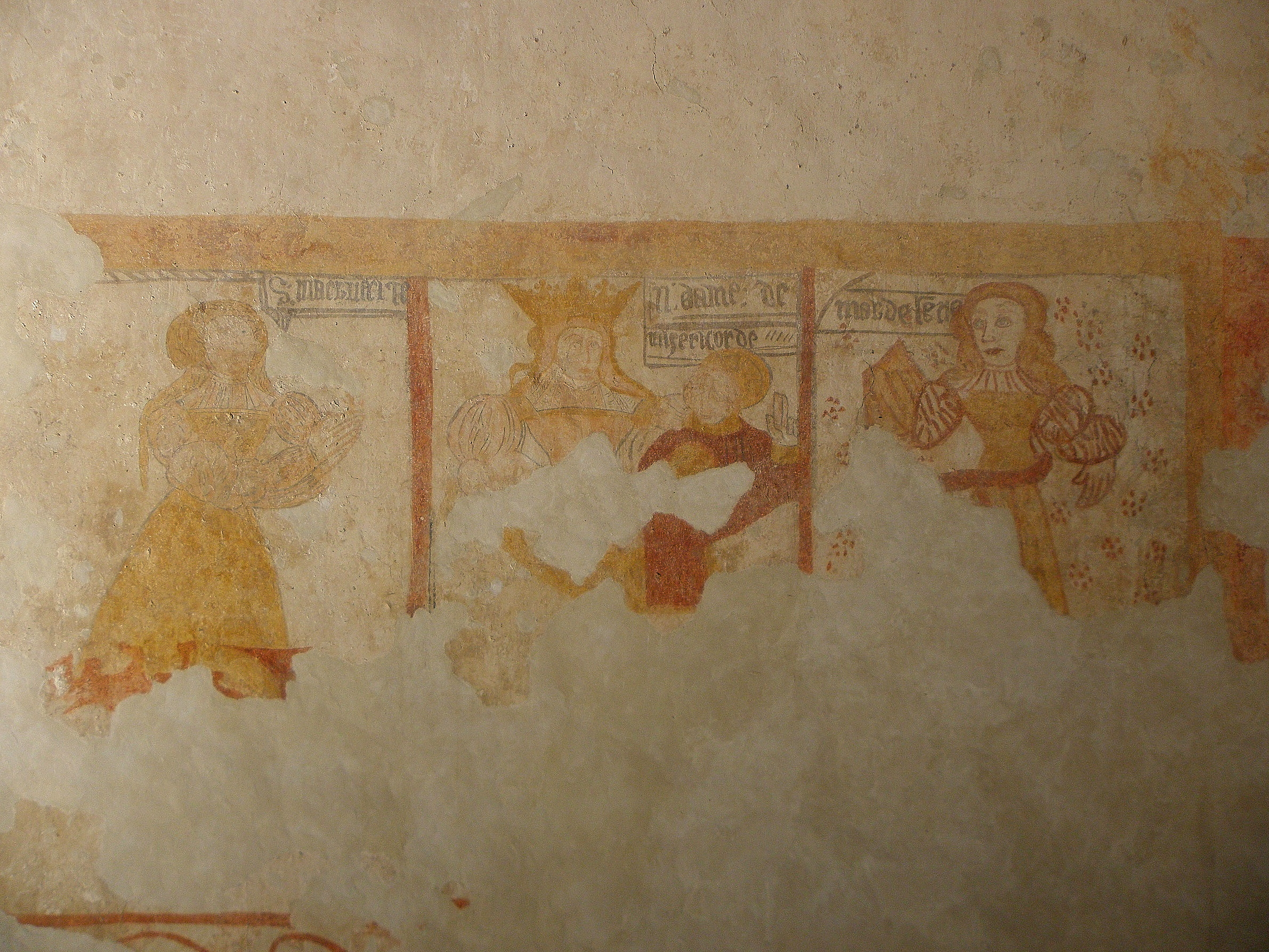
Les peintures murales de l'église.

Les six chapelles répertoriées
- Saint-Jean  : cette chapelle était située dans le cimetière paroissial. Elle n'existe plus depuis le début du XVIIIe siècle.
- Notre-Dame de Brouaise : Pierre Martin, avocat au Présidial, et Perronnelle Piédevache, sieur et dame de Brouaise, ayant fait bâtir une chapelle à leur manoir de Brouaise, y fondèrent, par acte du 9 novembre 1612, deux messes par semaine ; l'ordinaire s'empressa d'approuver cette fondation le 1er décembre suivant. En 1721, le chapelain Jean Ramage étant mort, le seigneur de Brouaise présenta pour le remplacer Jacques Terrien. Mais celui-ci, en prenant possession au mois d'août, fit remarquer que la chapelle de Brouaise était presque totalement ruinée, aussi bien que la maison de Roche-Blanche, affectée au logement de son chapelain.
- Chapelle du Bois-Hamon  : elle dépendait du manoir de ce nom, qui appartint pendant plusieurs siècles à la famille Yvette, on la mentionne au commencement du XVIIIe siècle, mais elle n'existe plus.
- Les Saint Anges de la Chauvelière : Jean-Baptiste Louvel, connétable de Rennes, et Étiennette Provost, sa femme, ayant construit une chapelle en l'honneur de leurs anges gardiens à leur manoir de la Chauvelière, y fondèrent, par acte du 26 septembre 1682, des messes tous les dimanches et fêtes, et en plus à la fête des Saints-Anges. Ils dotèrent cette chapelle de 70 livres de rente. Le 23 novembre 1682, monseigneur Jean-Baptiste de Beaumanoir de Lavardin (évêque de Rennes de 1677 à 1711) approuva cette fondation et chargea Jérôme de Racinoux, chanoine et scolastique de Rennes, d'aller bénir le nouveau sanctuaire.
- Chapelle de Maubusson : bâtie vers le milieu du XVIIe siècle par Luc Lodin, sieur de Maubusson, cette chapelle fut fondée de messes pour tous les dimanches et fêtes, le 29 juin 1662, par Guillemette Lodin, veuve de Jean Martin, sieur de Gohorel, conseiller au Parlement, et Judith Martin, femme séparée d'Élie de Boisguéhéneuc, seigneur des Métairies. Monseigneur Charles-François de la Vieuville (évêque de Rennes de 1664 à 1676) donna son approbation le 4 novembre suivant. Plus tard, Jacquette Bernard, dame du Louaisil et de Launay, fonda en cette même chapelle une autre messe hebdomadaire. En 1703, Luc Lodin, sieur de la Massonnais, présenta pour desservir ces fondations Noët Brioune, qui eut pour successeur Jean Tastard en 1734.
- Notre-Dame-de-la-Rivière ou des-Marais. Elle a été complètement rasée pendant la guerre de Cent Ans. Son généreux fondateur, le sire de Chateaugiron, la fit rebâtir au XVe siècle Elle se compose d'une simple nef à chevet droit. Le pignon ouest présente, à son angle sud, une colonne demi-cylindrique à base et chapiteau moulurés. La porte d'entrée est en arc brisé et ornée d'une archivolte prismatique ainsi que de deux colonnettes à chapiteaux sculptés de feuillages. Elle est surmontée d'une baie en arc brisé remplie par un bas-relief. Le tympan de la baie est rempli par un trilobe et par une niche renfermant une statue de sainte Anne posée sur une console à feuillages. Elle paraît avoir été très vénérée dans le pays, et l'on y venait en procession de fort loin.

Cette chapelle était visitée par les processions des Rogations et par la procession du 15 août. La paroisse de Domloup s'y rendait en pèlerinage pour conjurer les intempéries et s'y rencontrait avec celle de Nouvoitou. On y trempait le bâton des bannières dans la fontaine qui se trouve un peu plus haut sur le bord de la route. Les effets de ces processions seraient toujours merveilleux. Les chapelains, chargés d'y dire la messe tous les samedis et aux quatre principales fêtes de Notre-Dame, furent Olivier Geffroy (1577), Geslin (mort en 1627), Paul Le Duc, archidiacre de Dinan, Nicolas Castelier (1718), Étienne Guihery (1757) et François Chédor (1777). Ce dernier jouissait en 1790 de 120 livres de rente.
Elle est située route de Nouvoitou près de la rivière l'Yaigne. La messe du 15 août est de nouveau célébrée à la chapelle des Rivières.
Monsieur Henri Bourde de La Rogerie signale un acte publié par M. l'abbé Mollat dans ses Études et Documents sur l'Histoire de Bretagne, XIIIe – XVIe siècle (Annales de Bretagne, tome. XXVI, 1910, p. 170-171). Au mois d'août 1393, le pape Clément VII (antipape), faisant droit à la requête formulée par Patriz, seigneur de Châteaugiron, lui accorde le droit de présenter le chapelain de la chapelle de Notre-Dame Rivière en Domloup. Patriz venait de faire reconstruire la chapelle et la maison de la Rivière qui avaient été ruinées pendant des guerres. Cet acte donne donc la date de la construction de cet intéressant édifice.
- Calvaire : il fut restauré en 2002 par le sculpteur Jean-Claude Motte qui refit le Christ en acier.

### Héraldique
| Blason de Domloup | Blason  | D'azur au chevron d'argent accompagné de trois quintefeuilles du même.                             |
| Blason de Domloup | Détails | Le statut officiel du blason reste à déterminer.                                                   |
| Blason de Domloup | Alias   | D'or au chevron de sable, accompagné de trois quintefeuilles du même, à la bordure aussi de sable. |

### Personnalités liées à la commune
- Simone Morand (1914-2001), ancienne directrice de l'écomusée de Montfort-sur-Meu qui a œuvré pour la sauvegarde de la culture gallèse (chansons, danses, costumes…). Elle repose dans la petite chapelle funéraire de l'enclos paroissial, seul vestige de la demeure ancestrale de sa belle-famille, les Petit de Voize.